# Jazeneuil
Jazeneuil é uma comuna francesa na região administrativa da Nova Aquitânia, no departamento de Vienne. Estende-se por uma área de 31,82 km². Em 2010 a comuna tinha 810 habitantes (densidade: 25,5 hab./km²).